# Lepyronia quadrangularis
Lepyronia quadrangularis is een halfvleugelig insect uit de familie Aphrophoridae. De wetenschappelijke naam van deze soort is voor het eerst geldig gepubliceerd in 1825 door Say.